# Angraecum bracteosum
Angraecum bracteosum är en orkidéart som beskrevs av Isaac Bayley Balfour och Spencer Le Marchant Moore. Angraecum bracteosum ingår i släktet Angraecum och familjen orkidéer.
Artens utbredningsområde är Réunion. Inga underarter finns listade i Catalogue of Life.